# Роджер і Лис
«Роджер і Лис» (англ. «Roger and the Fox») — американська дитяча книжка з малюнками 1947 року, написана Лавінією Рікер Девіс та проілюстрована Гільдеґардом Вудвордом.

## Сюжет
Всю осінь Роджер марно намагається знайти лиса, але його різдвяний подарунок нарешті надає таку можливість.

## Видання
| Назва             | Дата видання | Автор            | Ілюстратор         | Видавництво | ASIN            | ISBN                              | Примітки |
| ----------------- | ------------ | ---------------- | ------------------ | ----------- | --------------- | --------------------------------- | -------- |
| Roger and the Fox | 1 січня 1947 | Лавінія Р. Девіс | Гільдеґард Вудворд | Doubleday   | ASIN B001O3PKWA | ISBN 0385076533 та 978-0385076531 | [ 1 ]    |

## Нагороди
- За свої ілюстрації книга була удостоєна премії Почесна книга Калдекотта 1948 року[2].